# Requiescat in pace
Requiescat in pace (с лат. — «Пусть он покоится с миром») — латинская фраза, часто встречается в виде аббревиатуры «RIP» или «R. I. P.» на надгробиях, в извещениях о смерти, а также при упоминании о недавно умерших. Распространена в странах западной христианской (католической и протестантской) культуры.

## Источник
«Requiem Æternam» — это молитва о том, чтобы умерший мог покоиться без мучений, в ожидании Судного дня. Цитата из католической заупокойной службы (см. реквием):

Requiem æternam dona ei, Domine. Et lux perpetua luceat ei. Requiescat in pace. Amen. 

(Покой вечный подай ему, Господи, и свет вечный ему да сияет. Да упокоится с миром. Аминь).

В свою очередь, это выражение восходит к тексту 4-го псалма.
В латинском переводе (Вульгата):

in pace in idipsum dormiam et requiescam

В Синодальном переводе (Пс. 4:9):

спокойно ложусь я и сплю.